# 腺毛淫羊藿
腺毛淫羊藿（学名：Epimedium glandulosopilosum）为小檗科淫羊藿属下的一个种。

## 扩展阅读
- 維基物種上的相關：腺毛淫羊藿